# 暦表時
暦表時（れきひょうじ、Ephemeris Time, ET）とは、地球から観測した太陽・月・惑星など天体の観測に基づく時刻系である。すなわち地球・惑星・月の公転運動に基準を置く、純理論的、純力学的な時刻系である。暦表時は暦表秒（回帰年のある整数分の1として定義された秒）に基づく時刻系で、現在は使われていない。なお地球の自転に基づいて決められる世界時（Universal Time、UT）とは異なるものである。
暦表秒は、1956年から1967年までSI秒の基準であったが、1984年に廃止された。1976年の国際天文学連合の決定により、地球表面での用途については暦表時（ET）は地球力学時（TDT）で置き換えられ、天体暦の計算用途には太陽系力学時（TDB）で置き換えられた。地球力学時（TDT）はその後地球時（TT）として再定義された。また、太陽系力学時（TDB）の定義では不足があったため、太陽系全体での用途については太陽系座標時（TCB）で、また地球近傍での用途には地心座標時（TCG）で再度置き換えられている。
地球時（TT）、地球力学時（TDT）、太陽系力学時（TDB）、太陽系座標時（TCB）、地心座標時（TCG）などの詳細については、時刻系#惑星運動の計算に用いられる時刻系を参照のこと。

## 概要
時間は地球の公転から求めるのだが、実際には地球は歳差や章動など大きな長期間の変動や短期間の小さな変動を起こしながら複雑な運動をしていることが19世紀末に発見された。そこで、純粋に力学的で論理的な観点から時間を規定したのが暦表時である。

## 定義
太陽の黄経の位置を章動、視差および光行差の影響を取り除いて歳差の影響だけを考慮したものを太陽の幾何学的平均黄経という（ただ、実際に太陽が見える位置にはこのほかに大気差や極運動の影響も考慮しなければいけない）。
1900年の年初に近い時点で太陽の幾何学的平均黄経が279度41分48.04秒になった時刻を暦表時1900年1月0日12時0分0秒と定義する。暦表時秒は、この基点からちょうど1年過ぎた（地球が太陽の周りを1周した）時間の1/31556925.9747と定義されている。この時間は、サイモン・ニューカムによって求められた太陽の幾何学的平均黄経を求める式によって計算される。Lを太陽の幾何学的平均黄経に光行差である-20.47秒を加えた太陽の見かけの平均黄経、Tは1900年1月0日12時から測った36525 日を単位とする時間（＝ユリウス世紀）である。
{\displaystyle L=279^{\circ }41'48''.04+129\ 602\ 768''.13T+1''.089T^{2}\!}
ここでニューカムはTを世界時として扱ったが、これを暦表時として捉え直す。Lが360 度（=360×3600 秒）変化すると1年であるから、1年は、
360 （度） * 3600 （秒） * 36525 （日/ユリウス世紀） * 86400 （秒/日） / 129602768.13 = 31556925.974741524...
となり、これを（129602768.13が11桁なので）有効数字12桁に丸めた、31556925.9747 秒/年が暦表時秒の定義となった（31556925.9747 秒/年（定義となった値）から 31556925.9747 / 86400 = 365.24219878125 日/年 が得られる）。
これらの定義によって決定された暦表時秒を使用して年月日や時分秒を決めたものが暦表時である。
暦表時は数々の修正すべき要素があり、実際に天体観測を行ってから真の暦表時を求めるまで数ヶ月もかかっていた。